# Повстання Моро
Не варто плутати з війнами Моро проти іспанців (1565—1898) та сучасним конфліктом Моро (з 1968 року)
Повстання Моро (англ. Moro Rebellion) — збройний конфлікт між народом Моро, мусульманами, які жили на півдні Філіппін, території, яка включає Мінданао, Холо та сусідньому архіпелазі Сулу, та збройними силами США, який розпочався в ході філіппінсько-американської війни і тривав ще багато років до перемоги американців.
Конфлікт розпочався на завершальному етапі філіппінсько-американської війни та являв собою спорадичні зіткнення між філіппінцями-мусульманами, які проживали в південній частині Філіппін, і американськими солдатами, які там були, щоб спостерігати за переходом від правління Іспанії до контролю США.
Народи Моро припускали, що як тільки Філіппіни будуть звільнені від іспанців, вони отримають самоврядування. Починаючи з 1899 року народи Моро чинили опір американському захопленню Філіппін, зосередивши свої бойові дії на острові Мінданао та архіпелазі Сулу, і вільно організувалися навколо султана Сулу.
4 липня 1902 року президент Рузвельт оголосив перемогу у філіппінсько-американській війні, але мирний договір не поширювався на народи Моро на Півдні, які продовжували боротьбу проти військ США. Оскільки магінданаоський султан Мангігін не зміг та не схотів організувати спротив, його очолили окремі дату (князя). Трохи менше ніж через рік адміністрація Рузвельта створила провінцію Моро, а незабаром після цього призначила Леонарда Вуда військовим губернатором провінції. Вуд не зміг заспокоїти філіппінців-мусульман, але він наказав покласти край рабству. Таскер Х. Блісс замінив Вуда, обіймаючи посаду військового губернатора з 1903 по 1909 рік, час відносного миру. Джон Дж. Першинг поклав кінець повстанню Моро на початку XX століття, коли він був останнім військовим губернатором у 1909-1913 роках. Першинг домігся роззброєння філіппінців у провінції Моро. Френк Карпентер став першим цивільним губернатором у 1913 році.
Грамотна комбінація американцями військових кампаній і мирних договорів з різними племенами Моро нарешті допомогла покласти край повстанню. Усі бійці Моро були роззброєні в 1911 році, хоча випадкові дрібні сутички тривали до 1916 року, коли в Котабагато було підписано мирну угоду з Мамадрою, дату Нулінги, за якою останній визнав владу США, а натомість отримав фактичну автономію та визнання за собою титулу султана.